# تانگ مانگلین
تانگ مانگلین (انگلیسی: Tang Minglin؛ زادهٔ ۳ فوریهٔ ۱۹۹۸) بازیکن زن راگبی ۷ نفره اهل چین است. وی در بازی‌های المپیک تابستانی ۲۰۲۰ شرکت کرده‌است.